# 中華民國全國創新創業總會
社團法人中華民國全國創新創業總會（英語：National Innovation and Entrepreneurship Association, R.O.C.,NIEA），簡稱「新創總會」，成立於1972年5月17日，由當時行政院青年輔導委員會輔導成立，2011年更名為「中華民國青年創業總會」，2019年再更名為「中華民國全國創新創業總會」。目前（第27屆）總會長為家登精密工業股份有限公司董事長邱銘乾，監事長為合智工業股份有限公司董事長黃成業。。

## 發展歷史
新創總會長期舉辦創業及產業主題課程講座及活動，並提供創業問題諮詢輔導相關服務，也針對產業經貿議題提出政策建言。此外，新創總會自1978年起開辦創業楷模選拔，1992年再設立「海外創業楷模獎」，是臺灣工商界最早表揚成功創業家的獎項；創業楷模企業家不僅是台灣經濟產業發展的縮影，也有少數企業成為全球市佔率龍頭；此外楷模企業會員也曾舉辦公益捐書活動回饋社會。
新創總會組織包括理事會、監事會、秘書處、專業委員會、台澎金馬各縣市分會等；此外也透過創業投資委員會、永續發展委員會、數位轉型委員會等專業委員會，並集結企業會員成立「半導體」、「車用零組件」、「數位」、「大健康」等四個產業聯盟，推動企業合作產業發展。

## 產業聯盟
- 半導體聯盟：由家登精密董事長邱銘乾號召多家半導體上中下游關鍵供應鏈廠商共同成立，藉由整合全球關鍵性材料及創新技術服務，借助彼此長處，打造半導體本土供應鏈聯盟。
- 車用零組件聯盟：整合台灣車用零組件企業的力量，響應政府在國際市場布局及以大帶小的施政方向，提升傳統產業的商品規格，共同應對全球汽車產業的變革。
- 數位產業聯盟：包括智慧製造、智慧城市、智慧零售、資訊安全、永續發展等應用領域，以系統模式佈局國際，讓產業夥伴攜手邁向東南亞市場，強化臺灣數位產業的整體發展。
- 大健康產業聯盟：涵蓋製藥、醫療器材、生技產品、保健食品等領域，由專精於大健康各領域等領域的中大型企業組成，扮演具備資金、技術、通路、商業經驗的資源平台，以此做為國內大健康領域各方供需合作、技術創新的加速器。

## 歷任理事長及總會長
| 屆別   | 姓名   | 時任企業及職稱                     | 備註             |
| ------ | ------ | ---------------------------------- | ---------------- |
| 第1屆  | 王建人 |                                    | 創會理事長       |
| 第2屆  | 朱志成 |                                    |                  |
| 第3屆  | 陳元隆 |                                    |                  |
| 第4屆  | 莊剛彰 |                                    |                  |
| 第5屆  | 謝來發 | 濟業電子股份有限公司董事長         |                  |
| 第6屆  | 李成家 | 美吾華懷特生技集團董事長           |                  |
| 第7屆  | 熊樹人 | 安偉企業總經理                     |                  |
| 第8屆  | 賴孝義 | 曼都國際股份有限公司董事長         |                  |
| 第9屆  | 吳思鍾 | 台灣西陵電子股份有限公司董事長     |                  |
| 第10屆 | 戴勝通 | 三勝製帽股份有限公司董事長         |                  |
| 第11屆 | 施毓龍 | 裕響電子股份有限公司董事長         |                  |
| 第12屆 | 林炳耀 | 大欣彩色印刷製版股份有限公司董事長 |                  |
| 第13屆 | 許培勳 | 慶豐富實業股份有限公司董事長       |                  |
| 第14屆 | 張耀煌 | 新廣陽實業股份有限公司董事長       |                  |
| 第15屆 | 張晁祥 | 禎祥食品工業股份有限公司董事長     | 本屆起改稱總會長 |
| 第16屆 | 唐雅君 | 亞力山大健康休閒俱樂部董事長       |                  |
| 第17屆 | 唐雅君 | 亞力山大健康休閒俱樂部董事長       | 連任             |
| 第18屆 | 王堯倫 | 花仙子企業股份有限公司董事長       |                  |
| 第19屆 | 羅清屏 | 中華食品實業股份有限公司董事長     |                  |
| 第20屆 | 陳世銘 | 基泰建設股份有限公司董事長         |                  |
| 第21屆 | 許旭輝 | 台灣航空貨運承攬股份有限公司董事長 |                  |
| 第22屆 | 孫達汶 | 台虹科技股份有限公司董事長         |                  |
| 第23屆 | 徐煥清 | 泰宗生物科技股份有限公司董事長     |                  |
| 第24屆 | 楊立昌 | 聚積科技股份有限公司董事長         |                  |
| 第25屆 | 陳清港 | 普萊德科技股份有限公司董事長       |                  |
| 第26屆 | 陳麗如 | 杏一醫療用品股份有限公司董事長     |                  |
| 第27屆 | 邱銘乾 | 家登精密工業股份有限公司董事長     |                  |

## 歷任秘書長
- 陳仁和
- 俞台利
- 林淳浩
- 黃志鴻
- 陳麗華
- 謝戎峰（現任）

## 外部連結
- 官方网站（中文）